# Dovilė Kilty

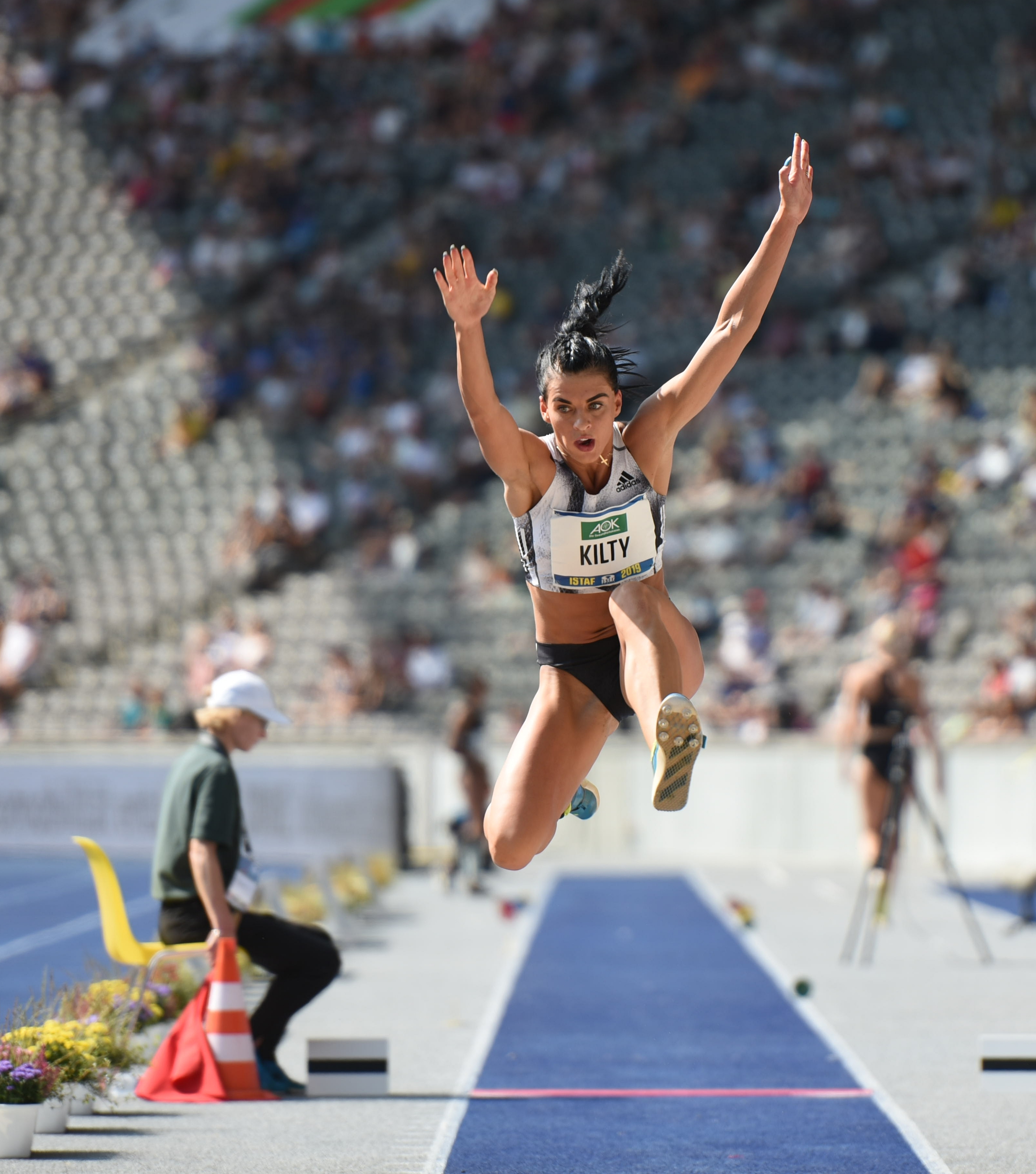
Kilty, 2019

Dovilė Kilty (née Dzindzaletaitė le 14 juillet 1993 à Šiauliai) est une athlète lituanienne, spécialiste du triple saut.

## Biographie
Elle se classe deuxième des Championnats du monde juniors de 2012 et établit un nouveau record de Lituanie avec la marque de 14,17 m, devancée par l'Espagnole Ana Peleteiro (14,17 m également)
En 2015, elle remporte le titre des championnats d'Europe espoirs, à Tallinn, en portant le record national à 14,23 m. Aux Championnats du monde de Pékin, elle est éliminée en qualifications.
De retour le 15 avril 2017 à la compétition, la Lituanienne réalise une performance encourageante de 13,49 m, après trois essais mordus. Le 4 juin, à Gavardo, elle réalise 13,86 m. Le 16 juillet, à Padoue, elle saute 14,15 m (+ 1,2 m/s) et se qualifie ainsi pour les championnats du monde de Londres, seulement 10 mois après son accouchement.
Le 8 février 2018, à Madrid, Dovilė Dzindzaletaitė bat son vieux record de Lituanie en salle de la discipline avec un saut à 14,13 m. Elle en était restée avec une meilleure performance de 13,98 m, réalisée en 2014. Le 3 mars, elle termine 12e avec 13,90 m de la finale des championnats du monde en salle de Birmingham.

## Vie privée
Dzindzaletaitė a rencontré le sprinter Britannique Richard Kilty lors des championnats d'Europe en salle de Prague. Les deux athlètes ont entamé une relation ensemble alors que la Lituanienne vivait à Valence (Espagne) et lui dans le Nord de l'Angleterre. La triple sauteuse a ensuite déménagé en Angleterre où elle a donné naissance à leur premier enfant en 2016.

## Palmarès
| Date | Compétition                       | Lieu       | Résultat | Marque  |
| ---- | --------------------------------- | ---------- | -------- | ------- |
| 2010 | Jeux olympiques de la jeunesse    | Singapour  | 9e       | 12,40 m |
| 2012 | Championnats du monde juniors     | Barcelone  | 2e       | 14,17 m |
| 2013 | Championnats d'Europe espoirs     | Tampere    | 9e       | 13,11 m |
| 2015 | Championnats d'Europe espoirs     | Tallinn    | 1re      | 14,23 m |
| 2017 | Championnats d'Europe par équipes | Tel Aviv   | 2e       | 13,97 m |
| 2018 | Championnats du monde en salle    | Birmingham | 12e      | 13,90 m |
| 2019 | Championnats d'Europe par équipes | Sandnes    | 1re      | 14,28 m |
| 2022 | Championnats d'Europe             | Munich     | 12e      | 13,27 m |

## Records
| Épreuve     | Épreuve   | Marque       | Lieu    | Date           |
| ----------- | --------- | ------------ | ------- | -------------- |
| Triple saut | Plein air | 14,28 m      | Sandnes | 10 août 2019   |
| Triple saut | En salle  | 14,13 m (NR) | Madrid  | 8 février 2018 |